# 布賴米省
布賴米省（阿拉伯语：االبريمي）是阿曼的一個省，位於該國西部，西鄰阿拉伯聯合大公國接壤。面積約4,000平方公里，2003年人口76,838人。首府布賴米。下分3區。
1. ↑  . National Centre for Statistics & Information.   [2021-10-15]. （原始内容存档于2022-04-23）.